# 영석재
영석재(永錫齋)은 대한민국 전라남도 장흥군 용산면에 있는 건축물이다. 1984년 2월 29일 전라남도의 문화재자료 제69호로 지정되었다.

## 개요
청강 이승(1556∼1628)을 추모하기 위해 후손들이 세운 건물로, 약 300여년 전 인천 이씨 후손들이 주체가 되어 지금 있는 자리에 세운 것으로 전한다.
건물은 강당, 사당, 내삼문, 문간채, 관리사 등으로 이루어져 있다. ‘영석재’라고 부르는 강당은 중앙에 있으며 사당은 별도로 담에 둘러싸여 있다. 강당 앞쪽으로 문간채가 있고 관리사와 창고는 오른쪽 아래에 자리잡고 있다.
강당은 앞면 5칸·옆면 2칸 규모이며, 지붕은 옆에서 볼 때 여덟 팔(八)자 모양을 한 팔작지붕이다. 지금 있는 건물은 1912년 새로 지은 것이다. 이승 선생을 중심으로 9인의 위패를 모시는 사당은 1962년 세운 것이다. 규모는 앞면 3칸·옆면 1칸 반이며, 지붕은 옆면에서 볼 때 사람 인(人)자 모양의 맞배지붕으로 꾸몄다

## 참고 문헌
- 영석재 - 국가유산청 국가유산포털